# Левиева, Маргарита Владимировна
Маргари́та Влади́мировна Леви́ева (англ. Margarita Vladimirovna Levieva; род. 9 февраля 1980, Ленинград, РСФСР, СССР) — американская актриса, ранее — профессиональная гимнастка. Наиболее известна по ролям в фильмах «Невидимый» (2007), «Бабник» (2009) и «Парк культуры и отдыха» (2009), а также по роли Аманды Кларк в прайм-тайм мыльной опере ABC «Месть» (2011—2013).

## Биография
Маргарита Владимировна Левиева родилась в Ленинграде в еврейской семье. Обе её бабушки, будучи детьми, пережили блокаду Ленинграда. С трёх лет начала заниматься художественной гимнастикой. 
В возрасте одиннадцати лет (1991) эмигрировала вместе с матерью и братом-близнецом Михаилом (Майклом) в США, где поселилась в бруклинском районе Шипсхед-Бей. Посещала среднюю школу в Секокусе, штат Нью-Джерси. Окончила экономический факультет Нью-Йоркского университета. Растущий интерес к актёрской игре привёл Левиеву в школу актёрского мастерства Уильяма Эспера.
В 2005 году Левиева появилась в телесериале «Закон и порядок: Суд присяжных». В том же году журнал New York Magazine включил Левиеву в список 50 самых красивых людей Нью-Йорка. Она затем снялась в телесериале «Пропавшая» в 2006 году.
В 2007 году Левиева исполнила главную роль в фильме «Невидимый», а после появилась в ещё нескольких лентах, таких как «Шум» с Тимом Роббинсом и Уильямом Хёртом. 
В 2009 году она снялась в комедии «Парк культуры и отдыха», а также в драме «Бабник» с Эштоном Кутчером. В том же году она выступала в театральной пьесе The Retributionists. На телевидении Левиева появилась в сериале канала HBO «Как преуспеть в Америке» в 2010—2011 годах. В 2011 году она снялась в фильме «Линкольн для адвоката» с Мэттью Макконахи. Она также снялась в фильмах The Stand Up, «Рыцари королевства Крутизны», «Ради Эллен» и «Лофт».
В 2011—2013 годах Левиева исполняла роль Аманды Кларк в телесериале канала ABC «Месть». В 2014 году Левиева была приглашена на одну из главных ролей в сериал NBC «Преданность», где она снималась вместе с Хоуп Дэвис, шоу было закрыто после нескольких эпизодов. В 2015 году она получила регулярную роль в сериале HBO «Двойка».

## Личная жизнь
В 2014—2016 годах Левиева состояла в отношениях с Себастианом Стэном.

## Избранная фильмография
| Год          |     | Русское название               | Оригинальное название       | Роль                      |
| ------------ | --- | ------------------------------ | --------------------------- | ------------------------- |
| 2004         | кор | Выбор Билли                    | Billy’s Choice              | Джули Романо              |
| 2005         | с   | Закон и порядок: Суд присяжных | Law & Order: Trial by Jury  | Стефани Дэвис             |
| 2005         | в   | —                              | English                     | н/д                       |
| 2005         | тф  | Нью-Йорк — 70                  | N.Y.-70                     | Синди                     |
| 2006         | тф  | —                              | What’s Not to Love?         | Блейк                     |
| 2006         | с   | Пропавшая                      | Vanished                    | Марси Коллинз             |
| 2007         | ф   | —                              | David’s Apartment           | Диди                      |
| 2007         | ф   | Невидимый                      | The Invisible               | Энни Ньютон               |
| 2007         | ф   | Солёные орехи                  | Salted Nuts                 | Алисса                    |
| 2007         | ф   | Шум                            | Noise                       | Екатерина Филипповна      |
| 2009         | ф   | Парк культуры и отдыха         | Adventureland               | Лиза Пи                   |
| 2009         | ф   | Бабник                         | Spread                      | Хизер                     |
| 2009         | с   | Короли                         | Kings                       | Клодия                    |
| 2010—2011    | с   | Как преуспеть в Америке        | How to Make It in America   | Джули                     |
| 2011         | ф   | Линкольн для адвоката          | The Lincoln Lawyer          | Реджина Кампо             |
| 2011         | ф   | —                              | The Stand Up                | Вероника                  |
| 2011—2015    | с   | Месть                          | Revenge                     | Аманда Кларк / Эмили Торн |
| 2012         | ф   | Ради Эллен                     | For Ellen                   | Клэр Тейлор               |
| 2013         | ф   | Рыцари королевства Крутизны    | Knights of Badassdom        | Бет                       |
| 2013         | кор | —                              | Sweating in the Night       | Дайан                     |
| 2013—2016    | с   | Чёрный список                  | The Blacklist               | Джина Занетакос           |
| 2014         | ф   | Скорый «Москва — Россия»       | Скорый «Москва — Россия»    | Мила                      |
| 2014         | ф   | Лофт                           | The Loft                    | Вики                      |
| 2015         | ф   | Джеймс Уайт                    | James White                 | секретарь                 |
| 2015         | ф   | Любовь без обязательств        | Sleeping with Other People  | Ханна                     |
| 2015         | ф   | Дневник девочки-подростка      | The Diary of a Teenage Girl | Табата                    |
| 2015         | тф  | Принц                          | The Prince                  | Изабель                   |
| 2015         | кор | —                              | Boys I Used to Babysit      | Элис                      |
| 2015         | с   | Преданность                    | Allegiance                  | Натали О’Коннор           |
| 2016         | кор | —                              | Julianne                    | н/д                       |
| 2016—2017    | мс  | Вся правда о медведях          | We Bare Bears               | Яна                       |
| 2017         | ф   | Это случилось в Лос-Анджелесе  | It Happened in L.A.         | Ингрид                    |
| 2017—2019    | с   | Двойка                         | The Deuce                   | Эбигейл «Эбби» Паркер     |
| 2018         | ф   | Мир будущего                   | Future World                | Лей                       |
| 2018         | ф   | Наследие гадюки                | Inherit the Viper           | Джози Конли               |
| 2022         | с   | С холода                       | In from the Cold            | Дженни Франклин           |
| 2022         | с   | Литвиненко                     | Litvinenko                  | Марина Литвиненко         |
| 2024         | с   | Аколит                         | The Acolyte                 | Корил                     |
| 2025 — н. в. | с   | Сорвиголова: Рождённый заново  | Daredevil: Born Again       | Хэзер Гленн               |